# Randa Kassis
Randa Kassis (en árabe : رندة قسيس;  Damasco, 8 de octubre de 1970) es una política franco-siria y una destacada figura secular de la oposición siria. Es la presidenta de la plataforma política de Astana de la oposición siria y la fundadora del Movimiento de la Sociedad Pluralista.

## Biografía
Fue miembro del Consejo Nacional Sirio hasta agosto de 2012. Randa Kassis es la expresidenta de la Coalición de Sirios Seculares y Democráticos y miembro del Consejo Nacional Sirio. La Coalición de Sirios Seculares y Democráticos, el núcleo de una oposición siria secular y democrática, fue creada por la unión de una docena de partidos musulmanes, cristianos, árabes y curdos, que llamaron a las minorías en Siria a apoyar la lucha contra el gobierno de Bashar al-Assad.
Kassis también es antropóloga. También ha publicado un libro llamado "Crypts of The Gods", que es un libro sobre religiones, sus orígenes y sus formas de funcionamiento. Desde el comienzo de la Guerra civil siria el 15 de marzo de 2011, se ha convertido en una destacada comentarista sobre el conflicto sirio y las complejidades más amplias de la Primavera Árabe y el futuro de la región del Medio Oriente.
Randa Kassis inició la plataforma de Astana en 2015 después de su pedido al Presidente de Kazajistán para formar una plataforma que pudiera reunir a opositores sirios moderados. La primera ronda de la plataforma de Astana fue moderada por el embajador de Kazajistán, Bagdad Amreyev, y la sesión de apertura fue presidida por el ministro de Asuntos Exteriores de Kazajistán, Erland Idrissov. La segunda ronda fue moderada por Fabien Baussart, Presidente del Centro de Asuntos Políticos y Exteriores (CPFA).
Kassis participó en las conversaciones de paz de Ginebra de 2016 bajo la bandera de los grupos Moscú / Astaná. Es copresidenta de Qadri Jamil, de la delegación de oposición secular y democrática siria. Es criticada por otros miembros de la oposición por su defensa de una transición política en cooperación con el régimen de Bashar al-Assad y su apoyo a la intervención Rusa en la guerra civil .